# Anthophora robusta
Anthophora robusta es una especie de abeja del género Anthophora, familia Apidae. Fue descrita científicamente por Klug en 1845.

## Distribución geográfica
Esta especie habita en varios países del continente europeo, también en el norte de Asia (excepto China).